# Meranoplus radamae
Meranoplus radamae är en myrart som beskrevs av Auguste-Henri Forel 1891. Meranoplus radamae ingår i släktet Meranoplus och familjen myror. Inga underarter finns listade i Catalogue of Life.

## Bildgalleri

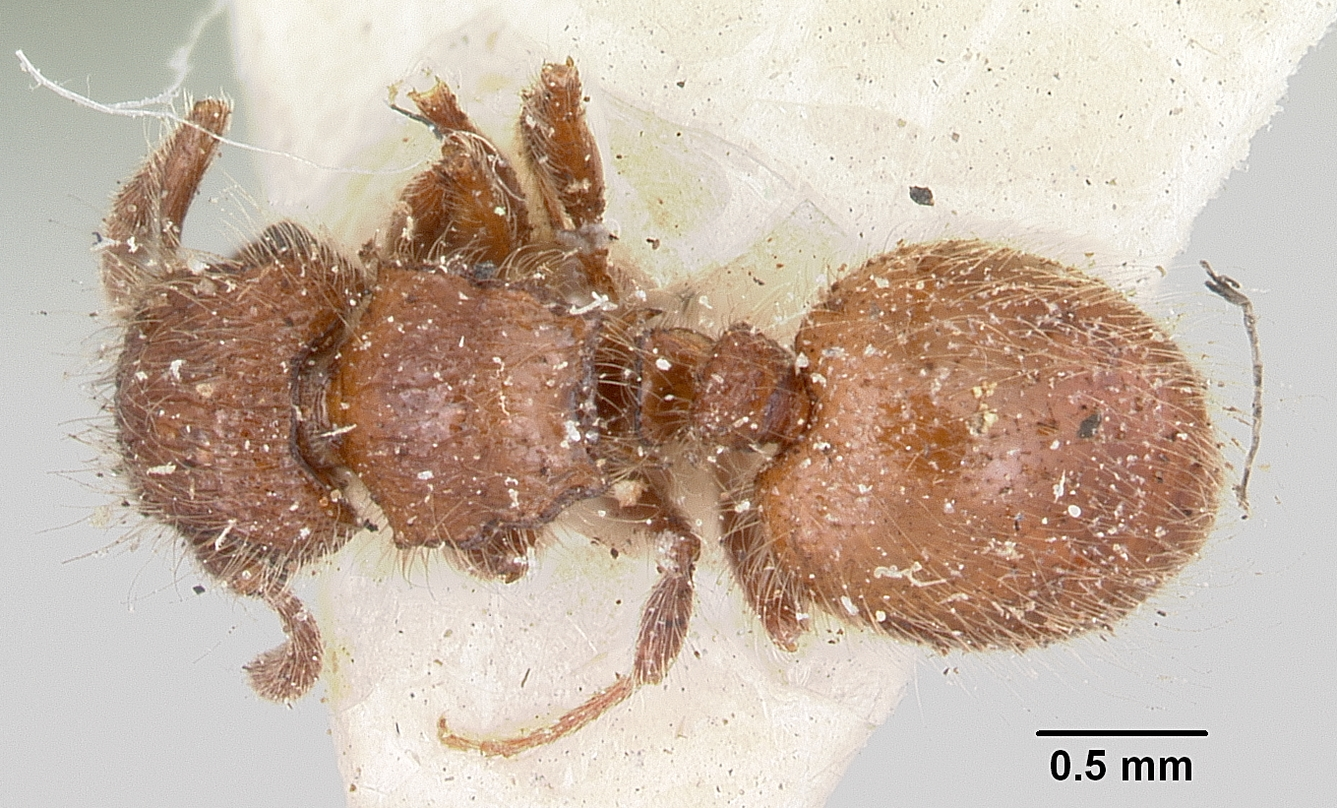
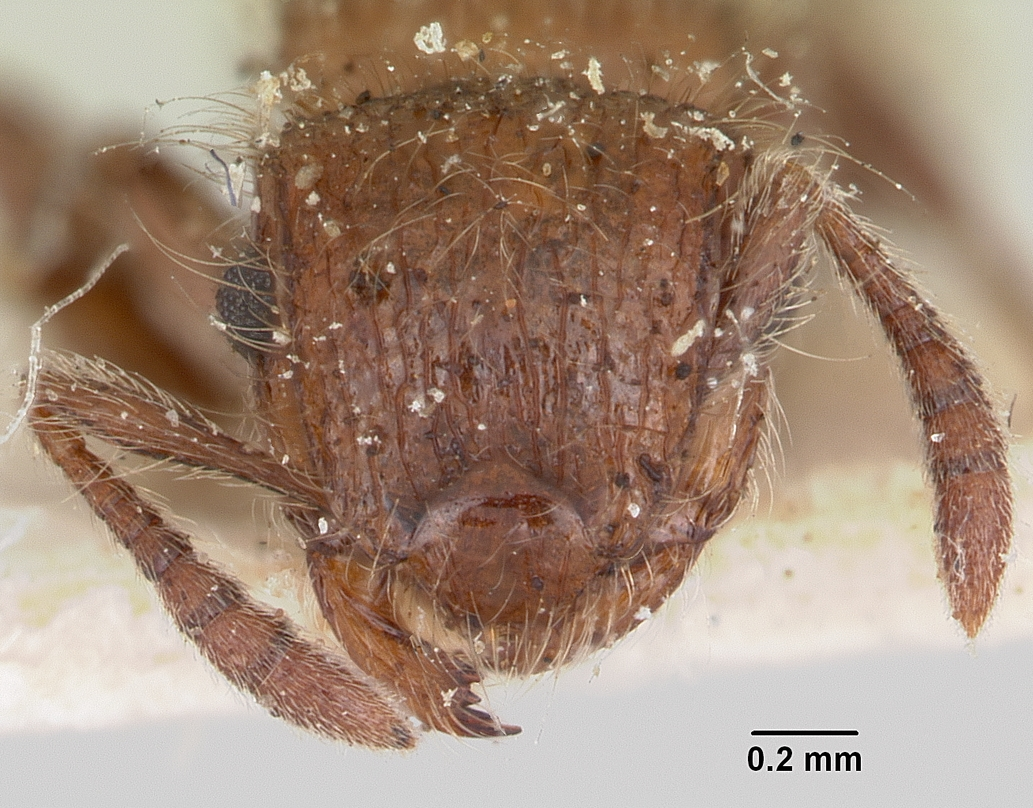
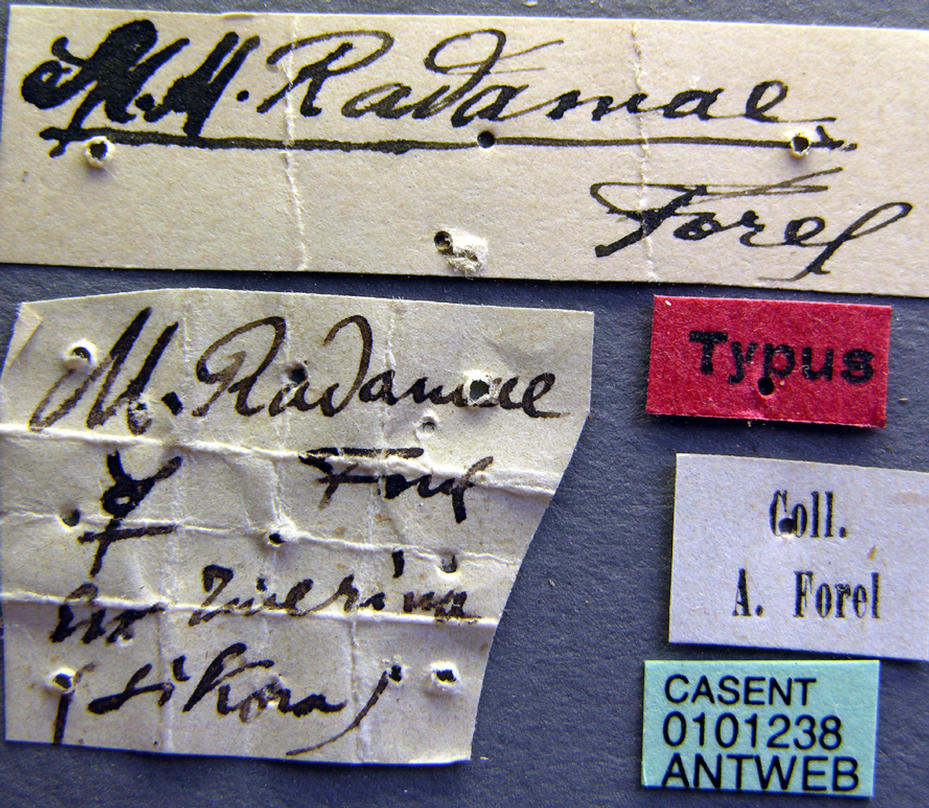
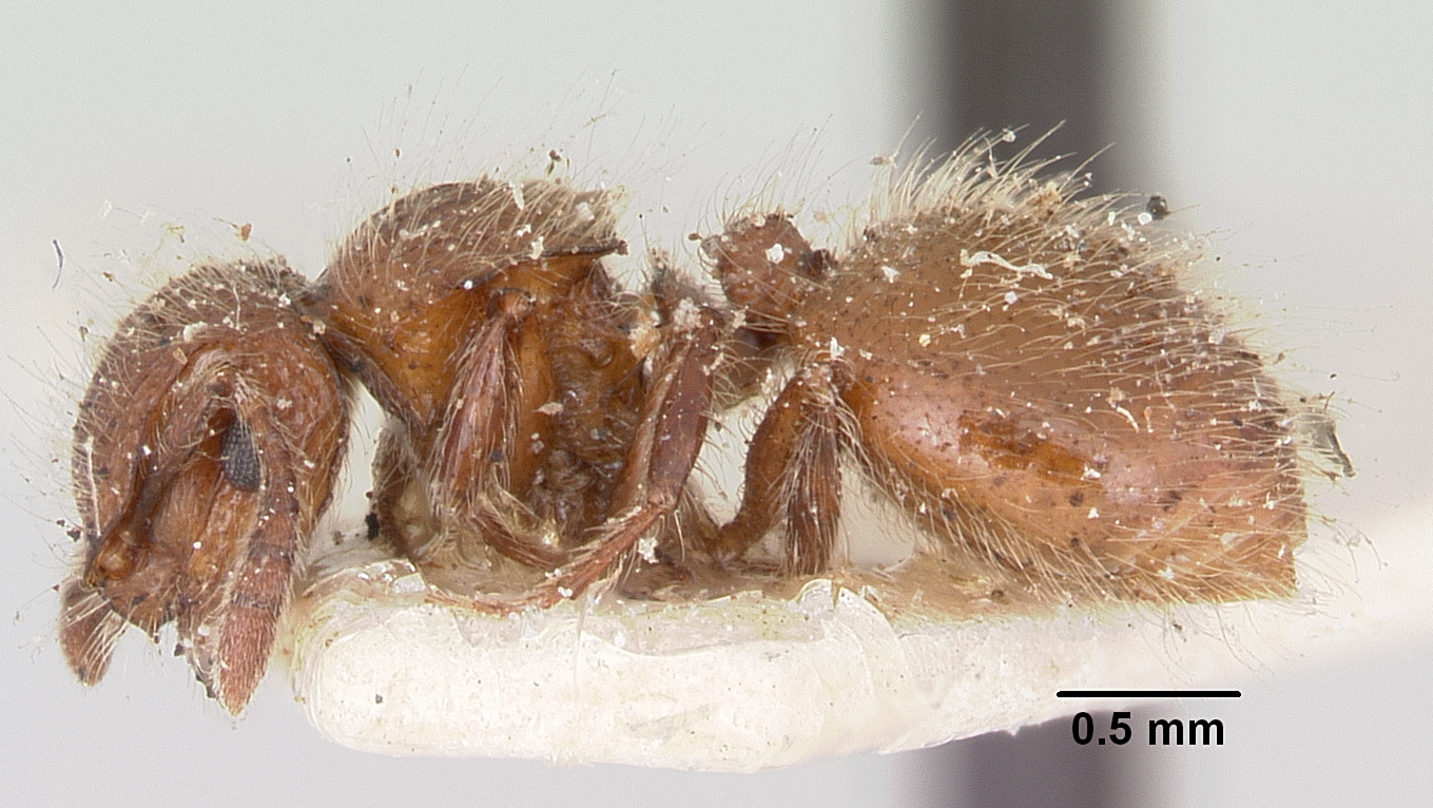
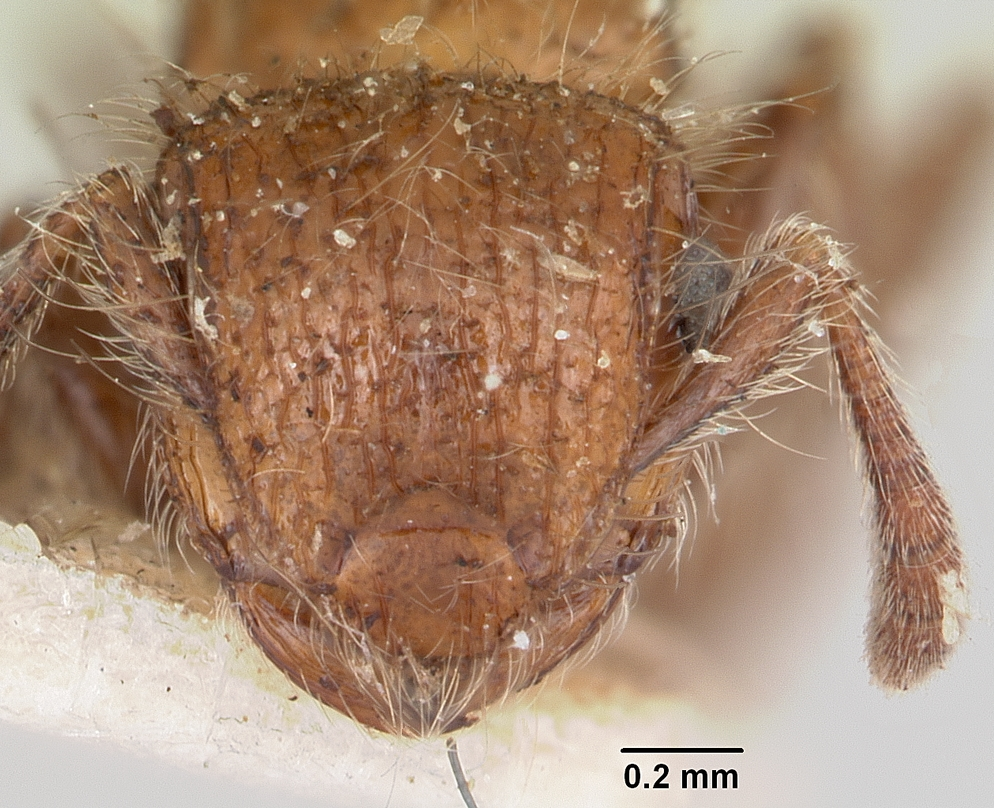
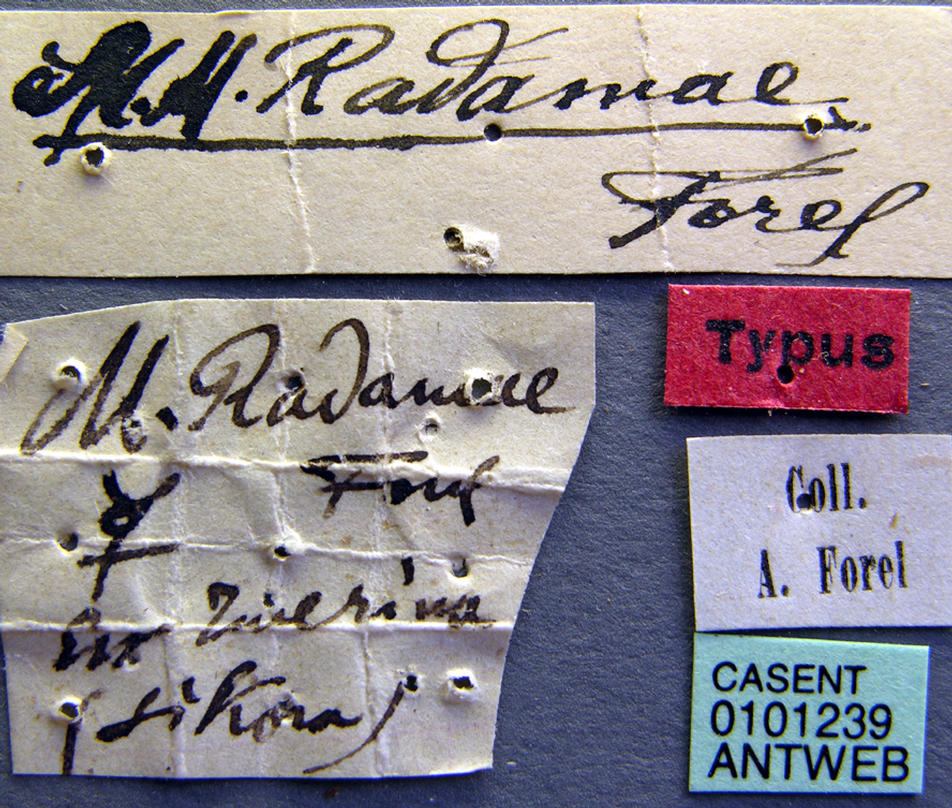